# Quốc kỳ Tây Sahara

Quốc kỳ Tây Sahara

Quốc kỳ Tây Sahara gồm ba dải ngang màu đen, trắng, lục, theo thứ tự từ trên xuống dưới. Mé cán cờ có một hình tam giác cân màu đỏ.

## Lịch sử
Vào cuối thế kỷ 19, Tây Sahara trở thành thuộc địa của Tây Ban Nha. Trong thời kỳ tỉnh Sahara của Tây Ban Nha, lá cờ chính thức duy nhất là cờ của Tây Ban Nha, tuy nhiên, tỉnh hàng hải Villa Cisneros, tương ứng với lãnh thổ hiện tại của Tây Sahara, được chỉ định một lá cờ cornet bao gồm hai sọc, màu xanh lam ở phía trên. và màu vàng càng thấp.
Giống như các ranh giới khác của Tây Ban Nha, chẳng hạn như Cantabria, nơi đã tạo ra các biểu tượng của họ lấy làm tham chiếu đến cờ của các tỉnh hàng hải của họ, Đảng Liên minh Quốc gia Saharawi đã tạo ra lá cờ của mình dựa trên lá cờ của Tỉnh hàng hải Villa Cisneros, cho đến khi gia nhập Mặt trận Polisario trong một cuộc họp được tổ chức vào ngày 12 tháng 10 năm 1975, với sự lãnh đạo của phong trào nói trên.
Sau Hiệp định Madrid năm 1975, Tây Ban Nha tự giải phóng lãnh thổ để lại cho Maroc và Mauritania , hai nước đã chia đôi lãnh thổ, nhường 2/3 lãnh thổ cho trước đây. Mặt trận Polisario bác bỏ điều này và tuyên bố lưu vong, Cộng hòa Dân chủ Ả Rập Sahrawi (SADR) là nhà nước đại diện cho một Tây Sahara "độc lập". 
Năm 1979, Mauritania ký hiệp ước hòa bình với Mặt trận Polisario, và Maroc sáp nhập phần trước đây do Mauritania kiểm soát. Một lệnh ngừng bắn do Liên Hợp Quốc làm trung gian đã được ký kết vào năm 1991 giữa hai bên, nhưng chủ quyền của lãnh thổ vẫn chưa được giải quyết trong khi chờ các cuộc đàm phán hòa bình đang diễn ra.